# Lardizabalaceae
Lardizabalaceae је фамилија из реда Ranunculales, која постоји у већини класификационих схема скривеносеменица. Обухвата 8 или 9 родова са 30—50 врста полудрвенастих и дрвенастих биљака. Ареал распрострањења фамилије је дисјунктан — простире се источном Азијом, од Хималаја до Јапана, и у Јужној Америци (ареали родова Boquila и Lardizabala).
Сви родови ове фамилије представљени су животном формом лијана, изузев рода Decaisnea (обухвата пахикаулне жбунове). Листови биљака ове фамилије су наизменично распоређени, сложени (најчешће прстасто). Цветови су често скупљени у рацемозне цвасти.